# Wadi al-Achdar
Wadi al-Achdar (arab. وادى الشولى; fr. Oued Lakhdar)  – jedna z 53 gmin w prowincji Tilimsan, w Algierii, znajdująca się w środkowej części prowincji, około 17 km na południowy wschód od Tilimsan. W 2008 roku gminę zamieszkiwało 5262 osób. Numer statystyczny gminy w Office National des Statistiques d'Algérie to 1311.